# Елизабет Бенет
Елизабет Бенет је протагониста романа Гордост и предрасуде из 1813. године (Џејн Остин). Њени родитељи и пријатељи је зову Елиза или Лизи. Лизи је, од пет ћерки, друго дијете у породици. Иако су околности тадашњег времена и окружења од ње захтијевали брак и економску сигурност, Елизабет је жељела да се уда из љубави.
Елизабет се сматра једном од највећих хероина британске, али и свјетске књижевности, због своје ексцентричности. Џејн Остин је описала Елизабет као "чудесно створење које се појавило у штампи".

## Позадина
Елизабет је друга најстарија од пет Беннетових сестара на Лонгбоурновом имању, које се налазило близу фиктивног села Меритон у Хертфордсхиру, Енглеска. На почетку романа, она има 20 година. Елизабет је описана као интелигентна млада жена, са "живахним, разиграном диспозицијом, која одушевљавала нечим смијешним". На почетку романа приказана је као поносна на сопствено мишљење и њену тачност у процјени друштвеног понашања и намјера других.
Њен отац је земљопосједник, али његове ћерке не могу наслиједити имовину јер се насљедство заснива на мушкој линији (то су могли наслиједити само мушки рођаци). Лонгбоурн ће стога, након смрти господина Бенета, наслиједити рођак и најближа мушка веза, г. Вилјиам Коллинс, свештеник у Роузинг Естијету, у Кенту, власништва Лејди Кетрин де Бургх. Таква слика будућности је давала разлог госпођи Бенет да ћерке ожени богатим мушкарцима.
Елизабет је најдража ћерка господину Бенету, описао је као "бржу него њене сестре". За разлику од тога, она је најмање драга својој мајци, нарочито након што Елизабет одбила приједлог за брак од г. Колинса. Њена мајка има тенденцију да јој се негативно супротстави са њеним сестрама Џејн и Лидијом, за коју сматра да су супериорнија у љепоти и диспозицији, и не разумије преференцију њеног оца. Елизабет је била често узнемирена и било јој је непријатно због неправедности и глупости њене мајке и три млађе сестре.
У њеном окружењу, Елизабет се сматра лијепом и шармантном младом женом са "финим очима", што је прво привукло господина Дарсија. Дарсија је касније привукла њена "пријатна" личност и њен ум, а касније она за њега постаје најљепша жена коју познаје.

## Анализа
Од самог почетка, мишљења о Елизабетином карактеру су подјељена, Ана Исабела Милбанк дала је сјајан преглед романа, док Мери Руселл Митфорд критикује недостатак укуса код Елизабет. У есеју Сузан Фраиман "Понижење Елизабет Бенет" аутор критикује чињеницу да Елизабет мора одустати од свог развоја као жене како би осигурала успијех "везе између мушкараца [као што је њен отац и Дарси] са властитим програмима." О феминистичкој критици карактера, француски критичар Роџер Мартин ду Гард је написао да је примарна сврха Џејн Остин била да пружи уживања њеним читаоцима, али карактер Елизабете је у стању да маневрира унутар структуре моћи са којим доминира мушкарац, жељела је да покаже своје интересе у систему који фаворизује њеног оца, господина Дарсија и друге мушке ликове. Гард је нагласио да роман једва глорификује патријархат јер снажно имплицира да је финансијска неодговорност господина Бенета породицу ставила у неизвјесан друштвени положај. Штавише, Елизабет је критиковала свог оца због тога што није радио више на томе да научи сестре Лидију и Катарину правим вриједностима, што господин Бенет занемарује.. За разлику од површнијих ликова као што су Лидија, Вихам, Колинс и Шхарлоте, који сматрају да је брак једноставно питање задовољавања њихових жеља, за зрелију Елизабет брак је узрок пуно размишљања.
Британски писац - критике писмености, Роберт Ирвин изјавио је да се упућивање романа у милицију мобилисано и недостаје довољно касарни, од којих се захтијева да успоставе кампове на селу, датирајући роман до година 1793.-1795, када је милиција била мобилизована у 1793. након што је Француска прогласила рат у Уједињеном Краљевству, а посљедња касарна за милицију завршена је до 1796. Ирвин тврди да је централна брига у Британији 1790-их, када је Остин написала први нацрт Гордости и предрасуда под насловом "Први утисци", била потреба да се британске елите, како националне тако и регионалне, окупе око заставе пред изазовом Француске револуције. Познато је да је Остин радила на првим утисцима до 1796. године (није јасно када је почела да ради на књизи) и завршила прве утиске 1797. Ирвин тврди да је карактер Елизабет очигледно средња класа, док је господин Дарси дио аристократије. Ирвин је написао: "Елизабет на крају је запањена Пемберлијом, а њена прича се завршава њеним одушевљеним ступањем у брак са Дарсијем. Захвалан је што представља основу Елизабетине љубави према Дарсију: ухваћена у реципрочном погледу са Дарсијевим портретом у Пемберлиј-у, импресионирана доказима о његовој друштвеној моћи која га окружује, Елизабетина мисао о њеном односу, са дубљим осјећањем захвалности него што је икада раније дала "... Елизабетина жеља за Дарсијем се не дешава упркос разлике у њиховом друштвеном ситуацијама: произведена је том разликом и може се читати као потврда хијерархије која конструише ту разлику на првом мјесту. "
Ирвин примјећује да Дарси троши око пола свог времена у Лондону, док је за људе у Меритону, Лондон био стилско мјесто које је веома далеко. У том смислу, Ирвин тврди да брак Елизабет и Дарси представља јединство локалних и националних елита у Британији имплицитно против изазова за статусе које заступа Француска република.
Насупрот томе, америчика научница Рејчел Браунштајн тврди да Елизабет одбија двије понуде брака до тренутка када стигне у Пемберли, и примјећује одбацујући господина Колинса да наратор романа парафразира феминисткињу Мари Волстонрафт да Елизабет не може да га воли јер је она "рационално створење које говори истину из њеног срца." Браунштајн напомиње да након што Елизабет прочита Дарсијево писмо, и послије њеног првог одбијања, наводи да "до тог тренутка, нисам ни себе познавала". 
Браунштајн даље наводи да Џејн Остин приказује Елизабет док користи много ироније. Након што Елизабет одбије Дарсија и схвати да га воли, она каже: "Ниједан такав срећан брак не би могао да научи људе који воле дивљењу...", као да је она сама била свјесна да је у романтичном роману. Браунштајн тврди да је Џејнин начин приказивања Елизабет омогућио јој да ту хероину представи као "прото-феминистичку" и "бајковиту хероину".
Сузан Морган сматра да је Елизабет видјела себе као ироничног посматрача свијета. Елизабетина самодејства су једна од скептицизма и противљења свијету око себе, а велики дио романа забрињава њену борбу да пронађе своје мјесто у свијету који одбацује. У једном тренутку, Елизабет говори Дарсију: "Фоллије и бесмислице, недосљедности ме одвраћају, ја имам, ја их имам кад год могу." Иако је Елизабет приказана као интелигентна, често погрешно процијењује људе око себе због њене наивности - на примјер, неспоразум у друштвеним притисцима на њену пријатељицу Шарлоту да се вјенча, и погрешна процјена Дарсијевог карактера. Послије саслушања Викхамовог налога у поређењу са Дарсијевим карактером и упућивањем њене сестре Џејн да не прескаче закључке, Елизабет јој је сигурно рекла: "Извините, тачно знате шта мислим".
Гери Кели је тврдила да је Остин као кћи црквеног министра Енглеске била веома упозната са англиканским погледом на живот као "романтично путовање" у којем Бог гледа приче о људском поносу, лудости, паду и искупљењу слободном вољом и способност учења од грешака. Кели је тврдила да аспекте англиканског схватања живота и универзума могу да се виде у Елизабети која након одбацивања Дарсија и писма, објашњава себи своје поступке, поново размишља о њеном мишљењу о њему и схвата да јој је њен понос и предрасуде заслијепљују, то означава почетак њеног романтичног путовања "патње и издржљивости" која се завршава срећно за њу.
У раном 19. вијеку постојао је жанр "књига о понашању" којим се наглашавају правила о "прикладном понашању" за младе жене, а научница Мери Пувеј је тврдила у књизи Пропер Лејди и Вумен Врајтер из 1984. године која се бави "понашањем књиге" примјећује да је једна од главних порука била да "права млада дама" никада не изражава сексуалну жељу за мушкарцем. Мери је тврдила да се у овом контексту Елизабетина духовитост представља само свој начин одбране од правила "прикладности" која су наведена у књигама понашања, насупрот томе што су субверзивна сила. У вези са тим, Пувеи је тврдила да је Остин играла на сигурно, јер је Елизабет напустила своју мистериозност када се заљубила у Дарсија, и умјесто да тражи зашто га воли, она се борила да смири Дарсијев понос. Књиге о понашању имале су двоструко значење ријечи скромност, што је значило да су обоје спољашње у својој понашању и да не знају о својој сексуалности. Ово двоструко значење скромности поставило је жене у везу, с обзиром да се свака млада жена која је споља усагласила очекивањима скромности уопште није била скромна, јер је покушавала сакрити своју свест о сексуалности. У роману, када Елизабет одбије приједлог за брак господина Колинса, она објашњава да не може да се уда за некога кога не воли.

## Популарно
Карактер Елизабет Бенет, обиљежен је интелигенцијом и независним размишљањем, и њену романтичну причу са поносним господином Дарсијем, пренијели су у различите позоришне приче. Дневник Бриџит Џоунсовог Хелен Филдинга, као и филмска серија истог имена, савремена је адаптација Гордости и предрасуда, са Елизабетом као насловним ликом Ренее Зеллвегер. У телевизијском филму "Изгубљени у Остин" из 2008, глумица Гемма Артертон игра верзију Лиззи. Лили Џејмс је глумила као злочинка Елизабет Бенет у филмској верзији Гордост и предрасуде и зомбији, популарног романа Сет Грахама-Смита.
Један од најзначајнијих портрета овог лика била је Кира Најтли - Гордост и предрасуде, у режији Џо Вригхт. Најтли је овом улогом била номинована за филмску награду Оскар. 
Елизабетин лик је недавно коришћен у Дневницима Лизи Бенет, пројекту који приказује Елизабет као модерну жену у Америци.

## Серије
| Година    | Глумци             | Улога            | Серија               |
| --------- | ------------------ | ---------------- | -------------------- |
| 1938      | Curigwen Lewis     | Elizabeth Bennet | Гордост и Предрасуде |
| 1949      | Меџ Иванс          | Elizabeth Bennet | Гордост и Предрасуде |
| 1952      | Dафни Слејтер      | Елизабет Бенет   | Гордост и Предрасуде |
| 1957      | Вирна Лиси         | Елизабет Бенет   | Гордост и Предрасуде |
| 1958      | Џејн Даунс         | Елизабет Бенет   | Гордост и Предрасуде |
| 1961      | Лиз Франкен        | Елизабет Бенет   | Гордост и Предрасуде |
| 1967      | Силија Банерман    | Елизабет Бенет   | Гордост и Предрасуде |
| 1980      | Елизабет Гарви     | Елизабет Бенет   | Гордост и Предрасуде |
| 1995      | Џенифер Ил         | Елизабет Бенет   | Гордост и Предрасуде |
| 1997      | Џулија Лојд        | Елизабет Бенет   | Гордост и Предрасуде |
| 2001      | Лорен Том          | Елизабет Бенет   | Гордост и Предрасуде |
| 2008      | Џема Артретон      | Елизабет Бенет   | Изгубљени у Остин    |
| 2012–2013 | Ешли Клементс      | Елизабет Бенет   | Дневници Лизи Бенет  |
| 2013      | Ана Максвел Мартин | Елизабет Бенет   | Смрт у Прембевилу    |
| 2018      | Наталија Дил       | Елизабет Бенет   | Orgulho e Paixão     |

## Филм
| Година | Глумице       | Филм                 |
| ------ | ------------- | -------------------- |
| 1940   | Грир Гарсон   | Гордост и Предрасуде |
| 2003   | Кем Хескин    | Гордост и Предрасуде |
| 2004   | Ајшварија Рај | Гордост и Предрасуде |
| 2005   | Кира Најтл    | Гордост и Предрасуде |
| 2016   | Лили Џејмс    | Гордост и Предрасуде |